# La Belle de Cadix (film)
Pour l’article homonyme, voir La Belle de Cadix.
Pour plus de détails, voir Fiche technique et Distribution.
La Belle de Cadix (titre espagnol : La bella de Cádiz) est un film franco-espagnol réalisé par Raymond Bernard (version française) et Eusebio Fernández Ardavín (version espagnole), sur un scénario de Pierre Laroche et Jean-Pierre Feydeau, avec une musique de Francis Lopez, sorti en salles le 24 décembre 1953 aux cinémas « Folies » et « Palais Rochechouart ».
Il est tiré de l'opérette du même nom de Francis Lopez, Paul Bonneau et Maurice Vandair (musique), livret de Raymond Vincy et Émile Audiffred, paroles de Maurice Vandair et Marc-Cab, créée à Paris le 19 décembre 1945 au Casino Montparnasse.

## Synopsis
Cadix, dans le Sud de l'Espagne. Alors que sa sœur Pepa était engagée sur le tournage d'un film du réalisateur Auguste Legrand, la jeune gitane Maria-Luisa lui vole la vedette. Elle se montre de prime abord rude à l'égard de l'acteur principal Carlos Medina, pourtant ils tomberont amoureux.

## Fiche technique
- Titre : La Belle de Cadix
- Titre espagnol : La bella de Cádiz
- Réalisation : Raymond Bernard
- Scénario : Jean-Pierre Feydeau, Raymond Bernard (version française) et Jesús María de Arozamena (version espagnole), d'après l'opérette La Belle de Cadix de Francis Lopez (musique) et Raymond Vincy et Émile Audiffred (livret)
- Adaptation et dialogues : Pierre Laroche, Jean-Pierre Feydeau
- Assistant réalisateur : Pierre Gautherin
- Musique : Francis Lopez
- Photographie : Philippe Agostini
- Cadreur : André Domage, Jean-Marie Maillols
- Décors : Léon Barsacq (version française), Francisco Rodríguez Asensio (version espagnole)
- Montage : Raymond Leboursier (version française), Margarita de Ochoa et Bienvenida Sanz (version espagnole)
- Son : Jacques Gallois (version française), León Lucas de la Peña (version espagnole)
- Costumes : Marcel Escoffier (version française), Humberto Cornejo (version espagnole)
- Maquillage : Roger Chanteau
- Photographe de plateau : Emmanuel Lowenthal
- Script-girl : Lucile Costa
- Production : Compagnie Commerciale Française Cinématographique (CCFC), C.E.A.
- Producteurs délégués : Édouard Harispuru, Albert Dodrumez, Mario Bruitte, Juan N. Solórzano
- Distribution : Compagnie Commerciale Française Cinématographique (CCFC)
- Pays de production :  France,  Espagne
- Langue : Français, Espagnol
- Tournage du 21 mai au 10 juillet 1953 en Espagne et dans les studios de Boulogne
- Format : Couleur (Gévacolor) - 1,37:1 - 35 mm - Son mono
- Genre : Film musical et comédie
- Durée : 105 minutes (1 h 45)
- Dates de sortie :
  - France : 16 novembre 1953 (Nice) / 24 décembre 1953 (Paris)
  - Espagne : 10 mai 1954 (Madrid)
- Visa d'exploitation : 14283 délivré le 2 novembre 1953
- Affiche : Jean Mascii (France)

## Distribution
- Luis Mariano : Carlos Medina, vedette de cinéma franco-espagnole
- Carmen Sevilla : Maria-Luisa (VF : Claire Guibert; voix chantée : Lina Dachary)
- Conchita Bautista : Pepa
- Claire Maurier : Alexandrine Dupont, tragédienne et petite-amie de Carlos
- Pierjac : Manillon, le régisseur
- Thérèse Dorny : Blanche
- Jean Tissier : le metteur en scène Auguste Legrand
- Claude Nicot : Robert, l'assistant-réalisateur de Mr Legrand
- Rafael Arcos (VF : Jean Martinelli) : Rafael, le petit-ami de Maria-Luisa
- José Torres
- Léonce Corne : le photographe
- Bernard Musson : le chargé d'accueil de l'hôtel
- André Wasley : le faux roi des gitans
- Janine Zorelli : la sorcière
- Fernando Sancho (VF : Georges Hubert) : le père de Maria-Luisa
- Rosario Royo : la mère de Maria-Luisa
- Christine Balli, Joëlle Robin, Michèle Nancey : des postulantes
- Yvonne Claudie : mère d'une postulante
- Pierre Flourens